# Cebrenninus
Cebrenninus – rodzaj pająka z rodziny ukośnikowatych, opisany po raz pierwszy przez Simona w 1887 roku. Obejmuje 4 gatunki występujące jedynie na południowoazjatyckich wyspach: Borneo, Sumatrze i Jawie.

## Gatunki
- Cebrenninus annulatus (Thorell, 1890) (Sumatra)
- Cebrenninus laevis (Thorell, 1890) (Sumatra)
- Cebrenninus rugosus Simon, 1887 (Jawa, Sumatra, Borneo)
- Cebrenninus scabriculus (Thorell, 1890) (Jawa, Borneo, Sumatra)
  - Cebrenninus scabriculus sulcatus (Thorell, 1890) (Sumatra)